# الدعوة عامة (مسلسل)
الدعوة عامة، مسلسل تلفزيوني كويتي يتكون من 30 حلقة، كتب له السيناريو والحوار طارق عثمان، وأخرجه غافل فاضل.

## قصة المسلسل
تدور احداث المسلسل حول شخصية مناور «علي المفيدي» وهو الرجل البخيل الطماع والذي لايحب صرف المال سواء على نفسه أو على غيره، كذلك يحب التجسس على الناس ومعرفة أسرارهم ليستخدمها ضدهم في مصالحه الشخصية حيث انه يعمل موظفة بدالة في شركة، ويظهر دائماً بصورة الرجل الفقير الذي لايملك ثروة وهو عكس ذلك ويفعل هذا خوفاً من الناس ان تحسده ولبخله الشديد، وصديقه حمد «عبد الإمام عبد الله» دائماً ينصحه أن يتزوج من مشاعل «انتصار الشراح» طمعاً في اموالها 
وهنا يبدأ مناور ليحسن صورته امام مشاعل ويتصنع لها الكرم والشهامة ومايفعله تحريض من صديقة حمد الذي يستغل مناور لمصالحه، كذلك كل من مناور ومشاعل يخفي عن الآخر سراً في حياته ولايعلمون به الافي نهاية الحلقة، وبعد زواج مناور تبدأ المشاكل بينهما في وسط بين أهل مشاعل وصديقتها شريفه «باسمه حماده» وزوجها عادل «أحمد مساعد» واهل مناور وصديقه بأسلوب كوميدي جميل بعيد عن الإسفاف والابتذال.. وكانت شخصية «انتصار الشراح» في المسلسل مثل الكعكة التي يُقطع منها (الدعوة عامة)وذلك للطيبة الزائدة فيها حيث انها لاترفض طلب لأي شخص سواء كان من اصدقائها أو اقربائها ودائماً تساعدهم وتعطيهم من اموالها حتى ولو كانت تعلم انهم يخدعونها أو يحبونها لمجرد ممتلكاتها، وأقرب مثال على ذلك زوجة اخيها أمل «زهرة الخرجي» التي تستغل طيبة مشاعل وتحتال عليها بكلامها وافعالها إلى ان تصل لغرضها وزوجها مطر «إبراهيم الحربي» عكسها تماماً فهو ذلك الرجل النزيه الذي لا يحب خداع الناس أو السكوت عن الخطأ والاختلاسات التي تحصل في الشركة التي يعمل فيها كموظف، أيضا لا يقبل أن يأخذ مساعدة مالية من أخته كونه يريد الاعتماد على نفسه لا أن يصبح غنياً من ثروة أخته، وفي نهاية الحلقات تنكشف كل من أسرار مناور ومشاعل التي اخفوها عن بعض قبل الزواج وحينها يعلم بأن زوجته لم تترك له شيئاً من امواله وكل مايملك أصبح لها وتنتهي الاحداث بجنون مناور.